# Cerceis obtusa
Cerceis obtusa är en kräftdjursart som beskrevs av Baker 1908. Cerceis obtusa ingår i släktet Cerceis och familjen klotkräftor. Inga underarter finns listade i Catalogue of Life.